# Ani Kavafian
Ani Kavafian, en arménien : Անի Քավաֆյան, né le 10 mai 1948 à Istanbul, est une violoniste classique et professeur à l'École de musique de Yale.

## Biographie

### Jeunesse et formation
Ani Kavafian naît le 10 mai 1948 à Istanbul de parents tous deux d'origine arménienne. En 1956, la famille émigre aux États-Unis.

### Vie privée
Ani Kavafian est la sœur de Ida Kavafian également violoniste de haut niveau, avec qui elle a joué à plusieurs reprises en concert.